# Patania
Patania és un gènere d'arnes de la família Crambidae descrit per Frederic Moore el 1888.

## Taxonomia
- Patania aedilis (Meyrick, 1887)
- Patania aegrotalis (Zeller, 1852)
- Patania agilis (Meyrick, 1936)
- Patania balteata (Fabricius, 1798)
- Patania batrachina (Meyrick, 1936)
- Patania brevipennis (Inoue, 1982)
- Patania characteristica (Warren, 1896)
- Patania chlorophanta (Butler, 1878)
- Patania concatenalis (Walker, 1866)
- Patania costalis (Moore, 1888)
- Patania crocealis (Duponchel, 1834)
- Patania deficiens (Moore, 1887)
- Patania emmetris (Turner, 1915)
- Patania expictalis (Christoph, 1881)
- Patania ferrugalis (Fabricius, 1781)
- Patania harutai (Inoue, 1955)
- Patania haryoalis (Strand, 1918)
- Patania hemipolialis (Hampson, 1918)
- Patania holophaealis (Hampson, 1912)
- Patania imbecilis (Moore, 1888)
- Patania inferior (Hampson, 1899)
- Patania iopasalis (Walker, 1859)
- Patania jatingaensis Rose & Singh, 1989
- Patania menoni Kirti & Gill, 2007
- Patania mundalis (South in Leech & South, 1901)
- Patania mysisalis (Walker, 1859)
- Patania paleacalis (Guenée, 1854)
- Patania palliventralis (Snellen, 1890)
- Patania pauperalis (Marion, 1954)
- Patania punctimarginalis (Hampson, 1896)
- Patania quadrimaculalis (Kollar & Redtenbacher, 1844)
- Patania ruralis (Scopoli, 1763)
- Patania sabinusalis (Walker, 1859)
- Patania scinisalis (Walker, 1859)
- Patania silicalis (Guenée, 1854)
- Patania suisharyella (Strand, 1918)
- Patania symphonodes (Turner, 1913)
- Patania tardalis (Snellen, 1880)
- Patania tchadalis (P. Leraut, 2005)
- Patania tenuis (Warren, 1896)
- Patania ultimalis (Walker, 1859)
- Patania verecunda (Warren, 1896)
- Patania violacealis (Guillermet, 1996)

## Espècies antigues
- Patania accipitralis (Walker, 1866)
- Patania caletoralis (Walker, 1859)
- Patania fraterna (Moore, 1885)
- Patania orobenalis (Snellen, 1880)
- Patania plagiatalis (Walker, 1859)